# ピアノでモーツァルトを
『ピアノでモーツァルトを』は、教育テレビの「趣味百科」の枠で放送された、ワルター・クリーンによるモーツァルト作品のレッスン講座番組である。
モーツァルト没後200年となる1991年に放送された。

## 放送内容
- ピアノ・ソナタ イ短調 K.310
- ピアノ・ソナタ イ長調 K.331 「トルコ行進曲付き」
- ピアノ・ソナタ ハ短調 K.457
- ピアノ・ソナタ ハ長調 K.545
- キラキラ星変奏曲 K.265
- 幻想曲 ハ短調 K.475
- ロンド ニ長調 K.485